# Montaggio sonoro

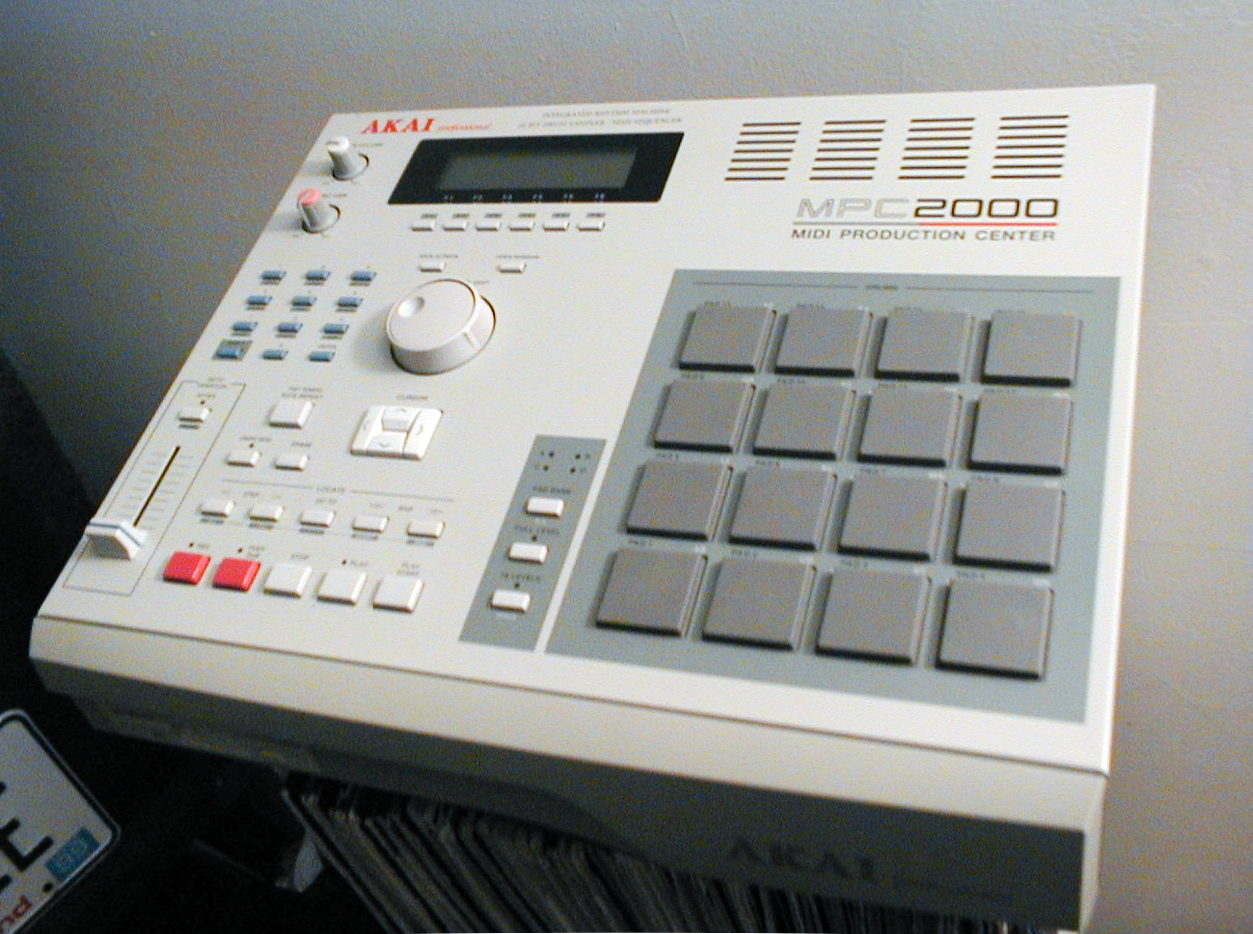
Un campionatore Akai MPC2000

Il montaggio o collage sonoro, anche detto collage, è, in musica, una tecnica che consiste nell'associare fra loro suoni e registrazioni preesistenti al fine di realizzare nuovi brani.

## Storia
Sebbene le origini del montaggio sonoro vengano fatte risalire alla sonata Battalia di Heinrich Biber (1673), al Don Giovanni (1789) di Mozart e in alcuni passaggi delle sinfonie di Mahler, i primi esempi in cui venne adottata la tecnica furono forse quelli presenti in alcune composizioni di Charles Ives. Alcune forme musicali e procedure, quali il quodlibet, il medley, il potpourri e la centonizzazione, differiscono dal collage poiché i loro elementi sono combinati in modo equilibrato, in quest'ultimo, invece, le discrepanze di chiave, timbro, tessiture e metro contribuiscono a preservare l'individualità dei singoli elementi costitutivi ed a comunicare l'impressione di un assemblaggio eterogeneo.
Sebbene venga spesso identificata con le arti figurative, la tecnica del montaggio sonoro nella musica di Biber, Mozart, Mahler e Ives anticipa di fatto lo stile pittorico di Picasso e Braque, ai quali sono attribuite le prime opere d'arte collage. Tuttavia, la composizione Central Park in the Dark (1906) di Ives, che rievoca l'impressione di una camminata in città, venne realizzata attraverso la stratificazione di molte melodie distinte e citazioni.
Il primo esempio di montaggio sonoro creato elettronicamente è Wochenende: un collage di parole, musica e suoni realizzato dall'artista Walter Ruttmann nel 1928. Più tardi, nel 1948, Pierre Schaeffer usò dei giradischi per creare Étude aux chemins de fer, ricordato per essere stato il primo brano di musica concreta.
La diffusione del nastro magnetico, avvenuta a partire dagli anni cinquanta, spinse diversi musicisti a realizzare brani basati sul "taglia e incolla" di registrazioni preesistenti. Gli ingegneri del suono scoprirono presto che i nastri registrati potevano, infatti, essere incisi e ricongiunti secondo un nuovo ordine.
Più recentemente, innumerevoli musicisti adottarono la tecnica del montaggio sonoro. Un esempio particolarmente influente in questo ambito fu l'album My Life in the Bush of Ghosts (1981) di Brian Eno e David Byrne, considerato il precursore di numerosissimi stili musicali.